# هیروتسوگو ناکابایاشی
هیروتسوگو ناکابایاشی (انگلیسی: Hirotsugu Nakabayashi؛ زادهٔ ۲۸ آوریل ۱۹۸۶) بازیکن فوتبال اهل ژاپن است.
از باشگاه‌هایی که در آن بازی کرده‌است می‌توان به باشگاه فوتبال ساگان توسو و باشگاه فوتبال سانفریس هیروشیما اشاره کرد.